# Cicerbita alpina
Cicerbita alpina es una especie de planta herbácea perteneciente a la familia de las asteráceas. Es de distribución boreal-alpina y se encuentra en herbazales megafórbicos. 

## Descripción
El tallo puede llegar a sobrepasar los 2 m de altura. Es una planta de hoja comestible muy similar al Sonchus oleraceus en su aspecto general y sabor de las hojas. Pero las flores son de color violeta claro, azulado o rosado en lugar de amarillas.

## Taxonomía
Cicerbita alpina fue descrita por Karl Friedrich Wilhelm Wallroth y publicado en Schedulae Criticae 434. 1822
Citología
Número de cromosomas de Cicerbita alpina (Fam. Compositae) y táxones infraespecíficos: 2n=18.
Sinonimia
- Lactuca alpina (L.) A.Gray
- Mulgedium alpinum var. alpinum
- Mulgedium alpinum (L.) Less.
- Sonchus alpinus L.[2]
- Aracium alpinum (L.) Monnier, Ess. Monogr. Hieracium: 72. 1829
- Picridium alpinum (L.) Philippe, Fl. Pyren. 1: 576. 1859
- Hieracium coeruleum Scop., Fl. Carniol. 2: 111. 1772.
- Mulgedium multiflorum DC., Prodr. 7: 249. 1838.
- Sonchus racemosus Lam., Encycl. 3: 400. 1792.
- Sonchus montanus Lam., Encycl. 3: 401. 1792.
- Sonchus coeruleus Sm., Fl. Brit. 2: 815. 1800.
- Sonchus alpestris Clairv., Man. Herbor. Suisse: 231. 1811.
- Sonchus acuminatus Bigelow, Fl. Boston., ed. 2: 290. 1824.
- Sonchus pallidus Torr., Comp. Fl. N. Middle Stat.: 279. 1826.
- Sonchus multiflorus Desf., Tabl. École Bot. ed. 3: 145. 1829.[4]

## Nombre común
- Castellano: lechuga de montes.[2]

## Galería

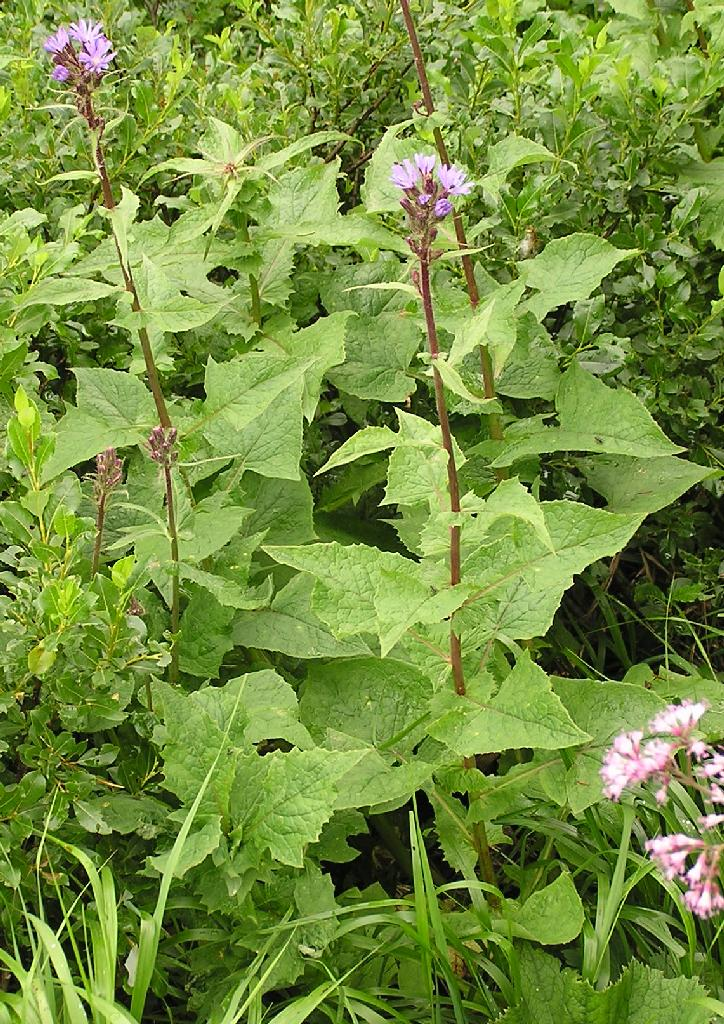
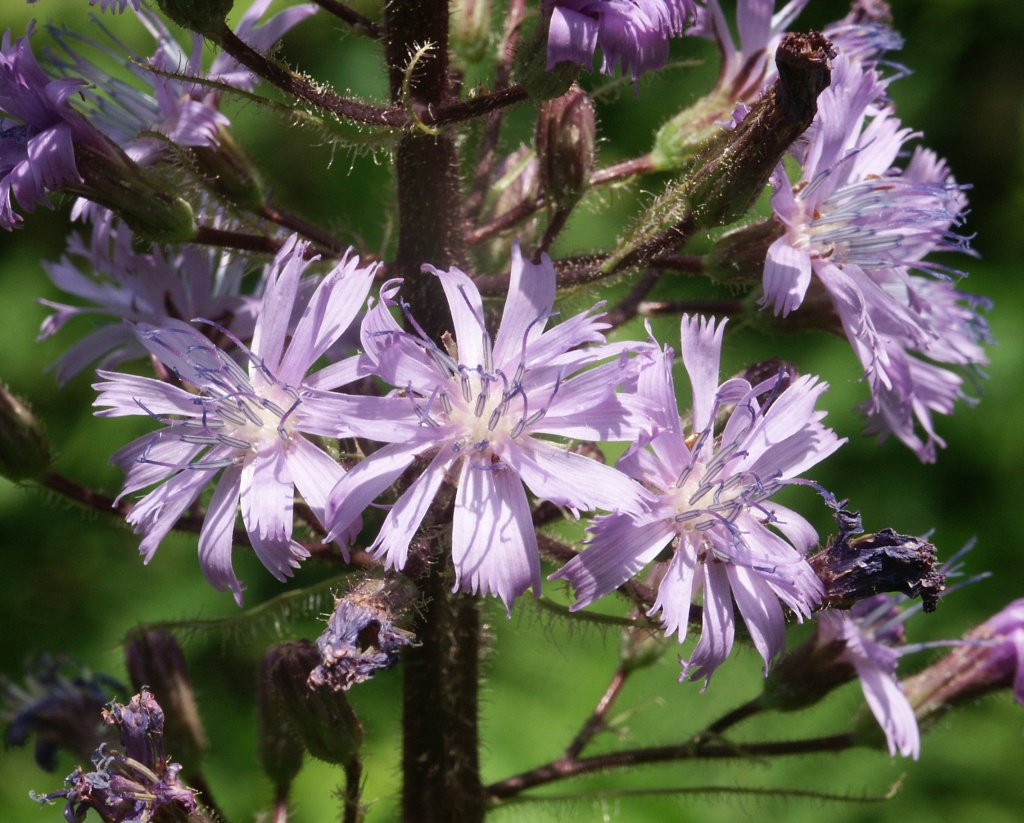
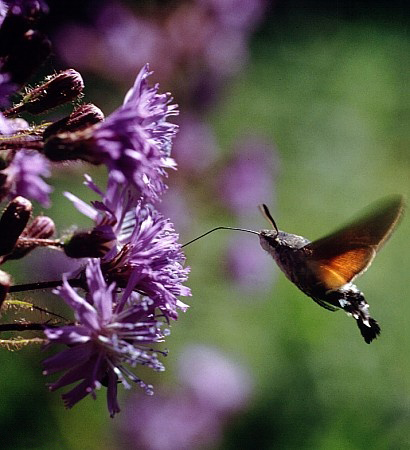
Flor con Macroglossum stellatarum
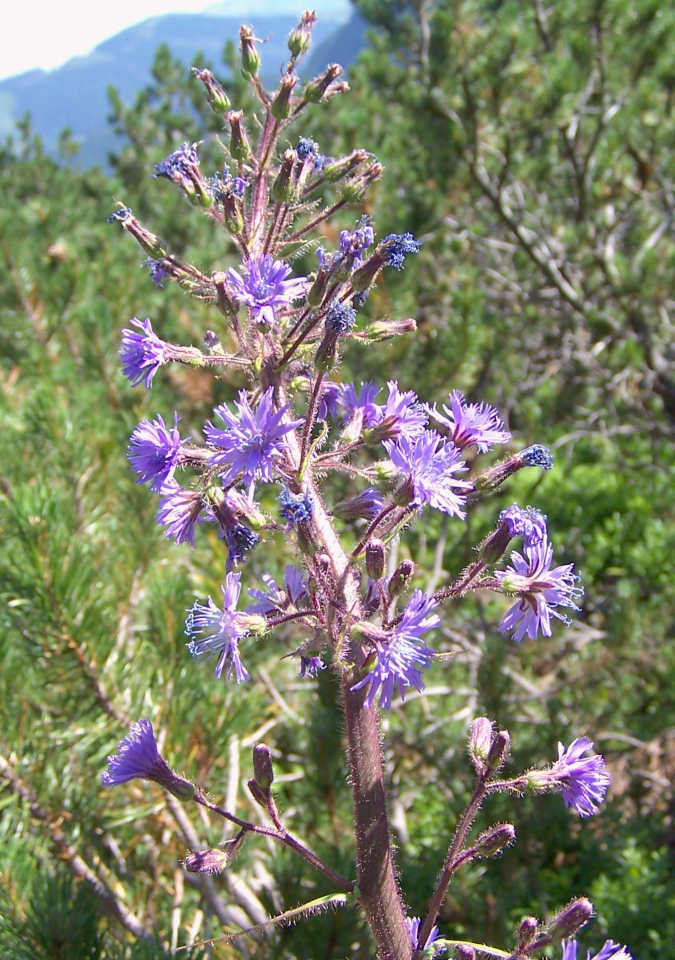
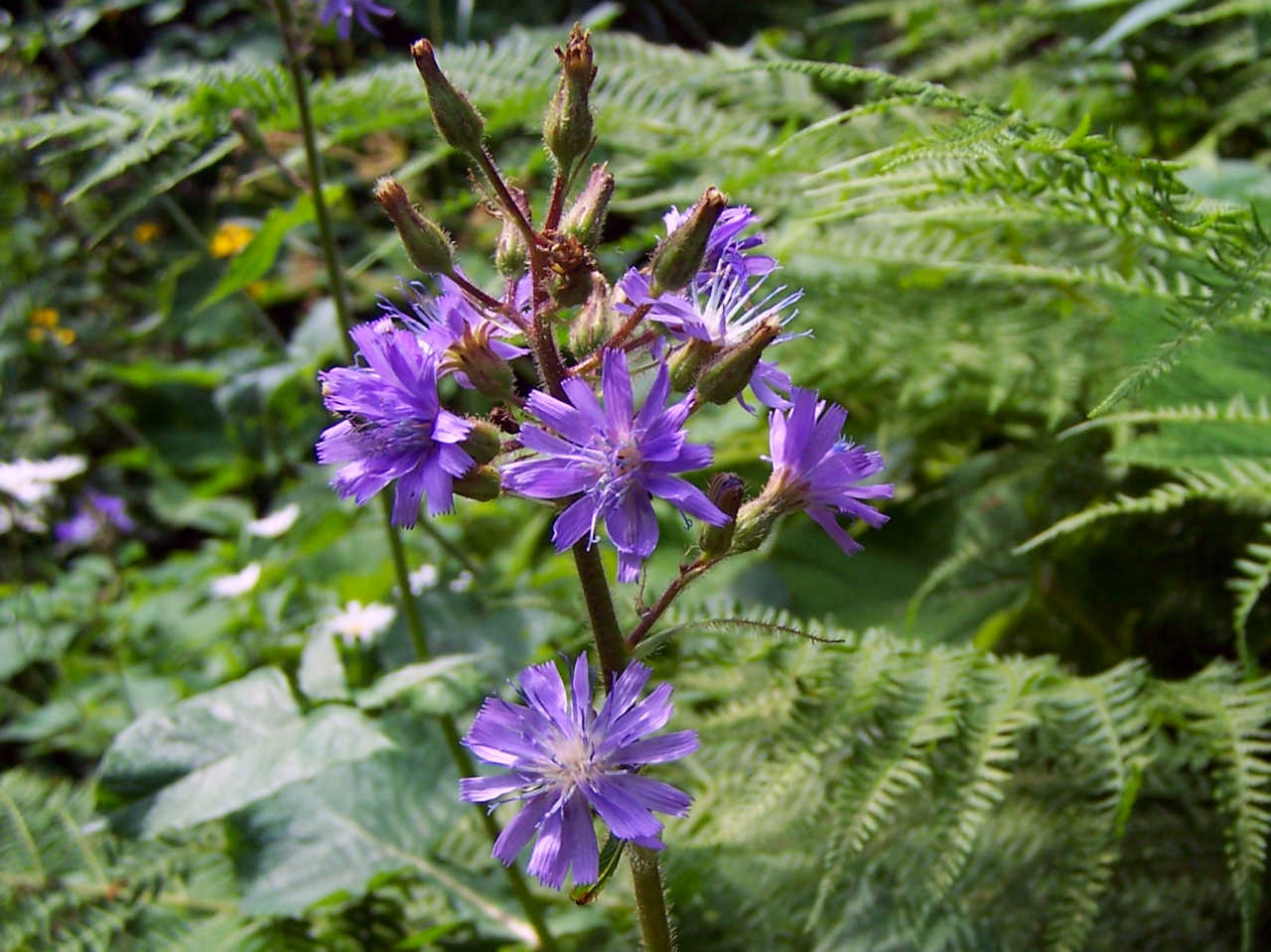
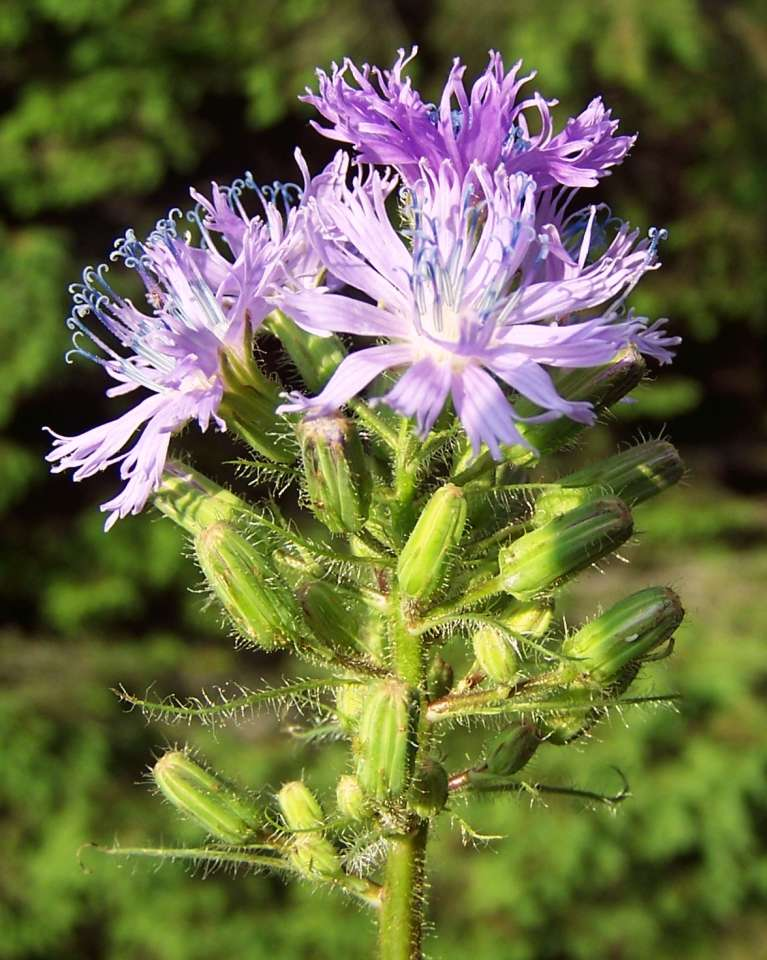
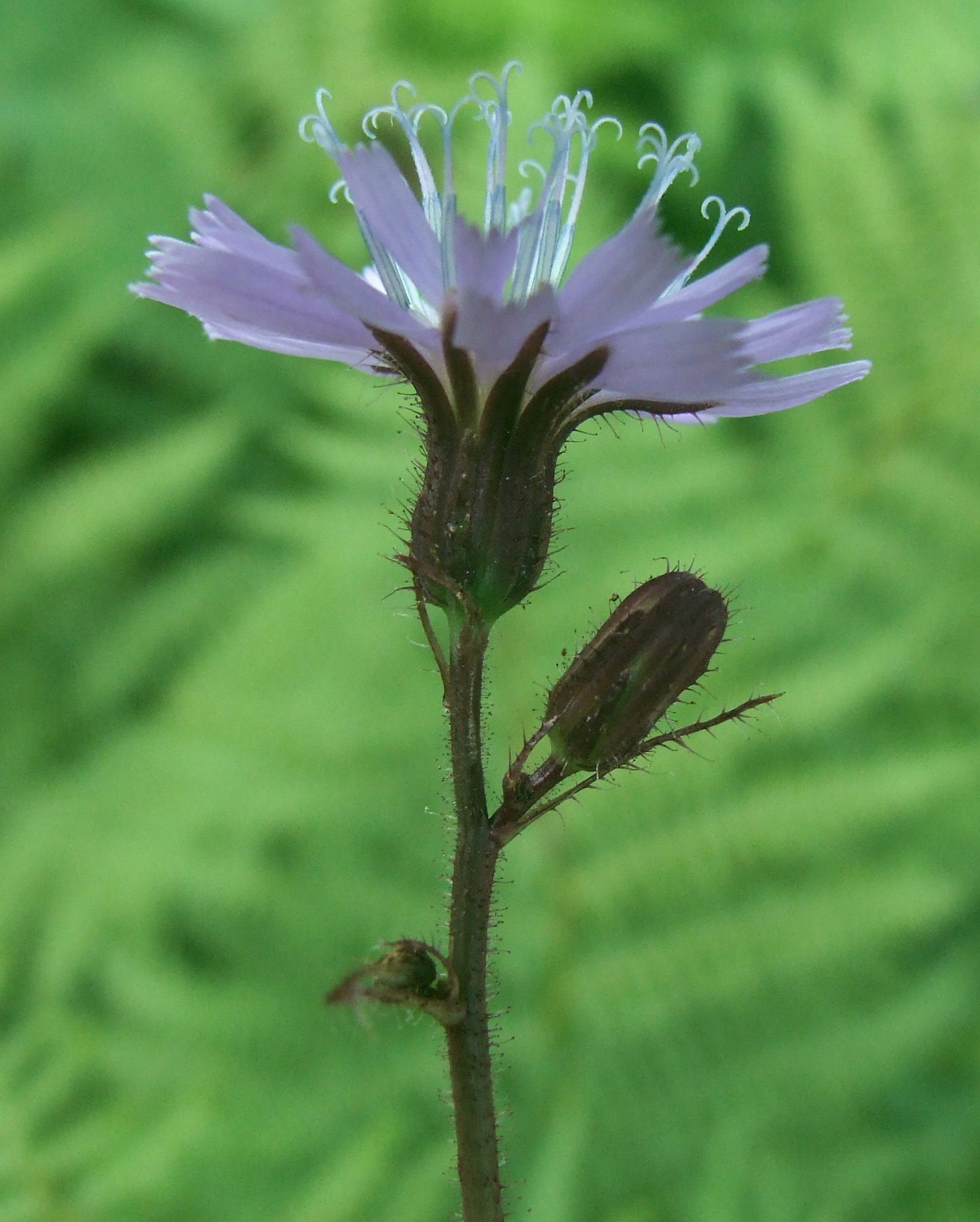
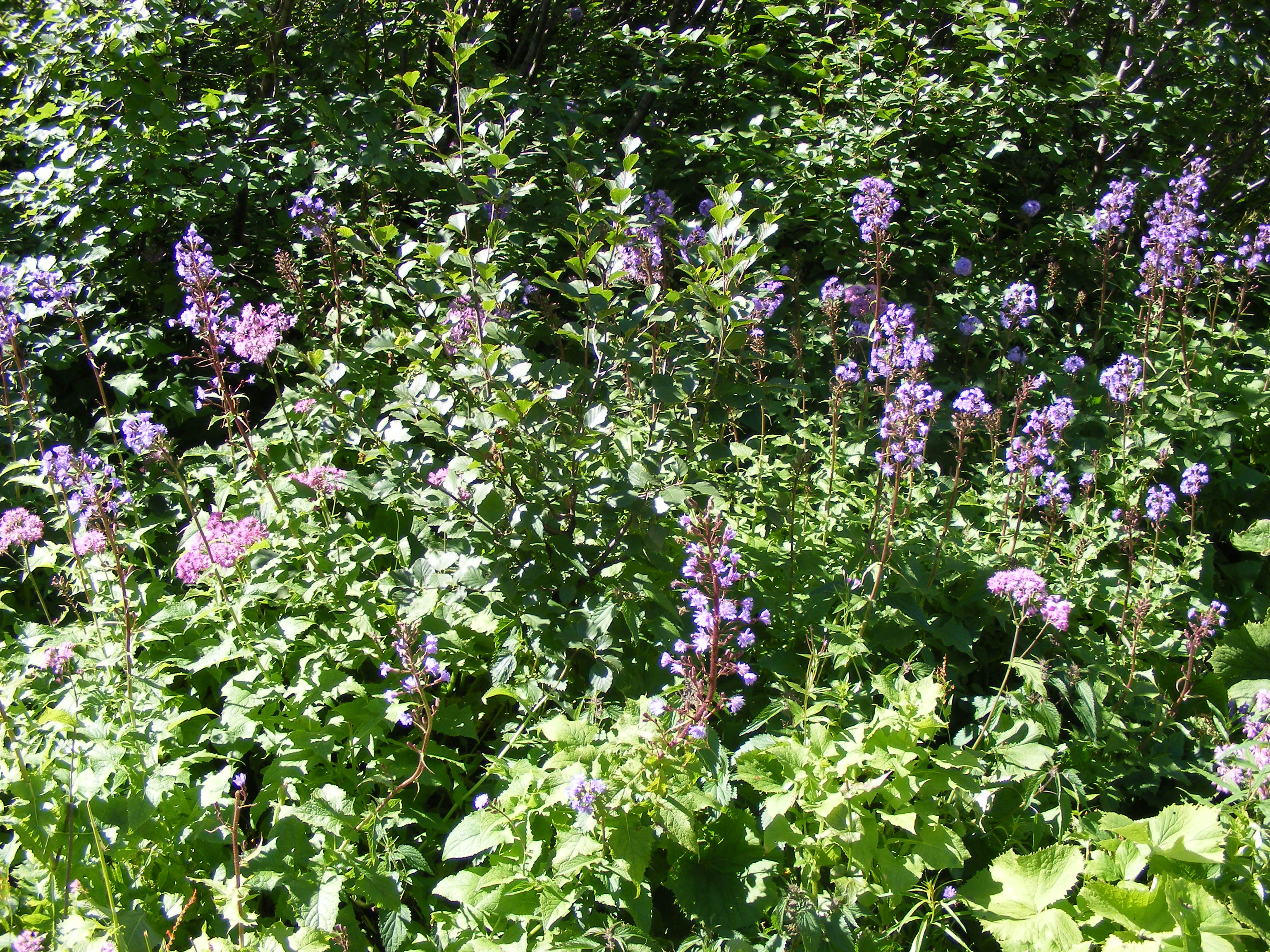
planta
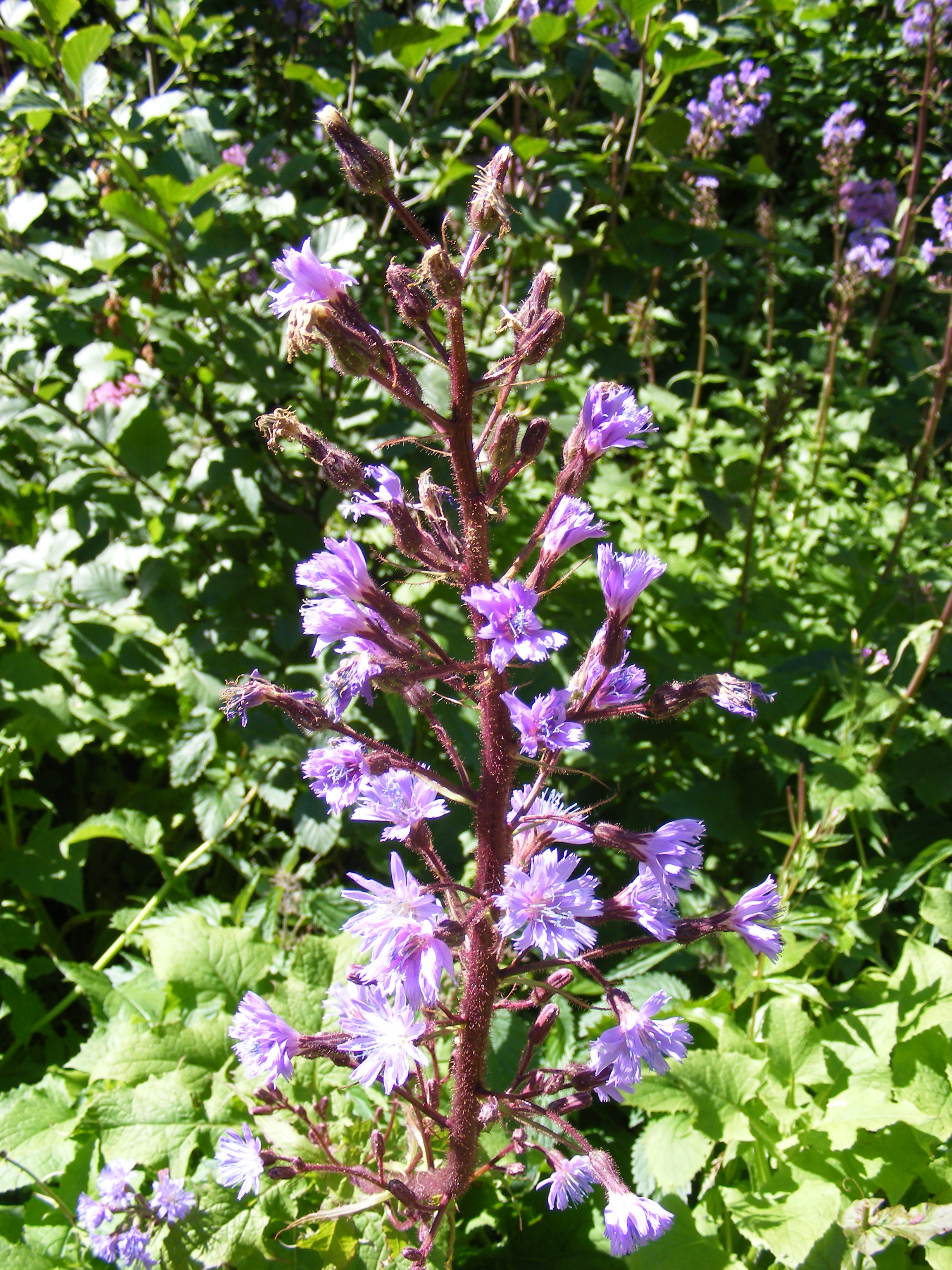
Inflorescencia
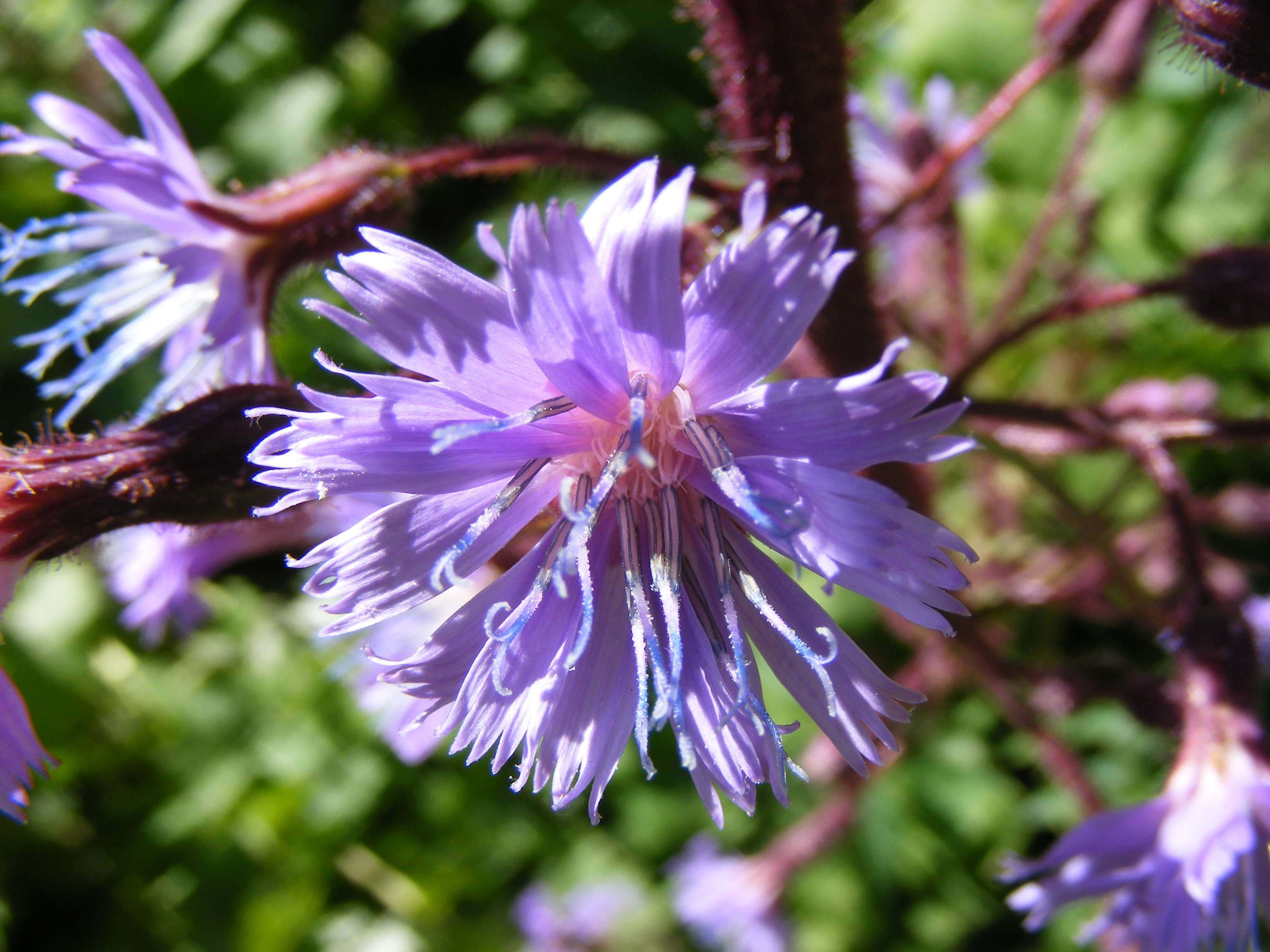
Flor
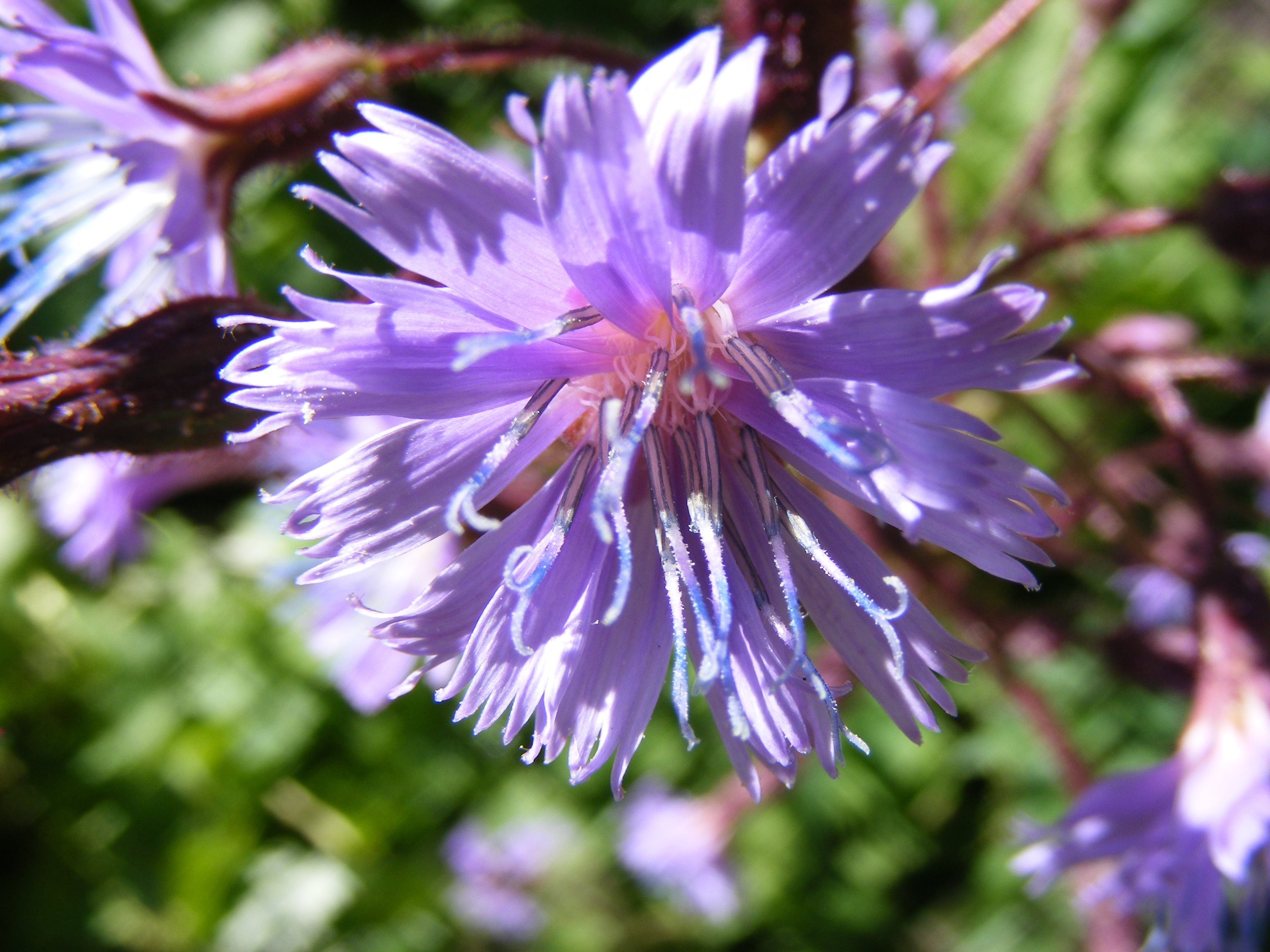
flor
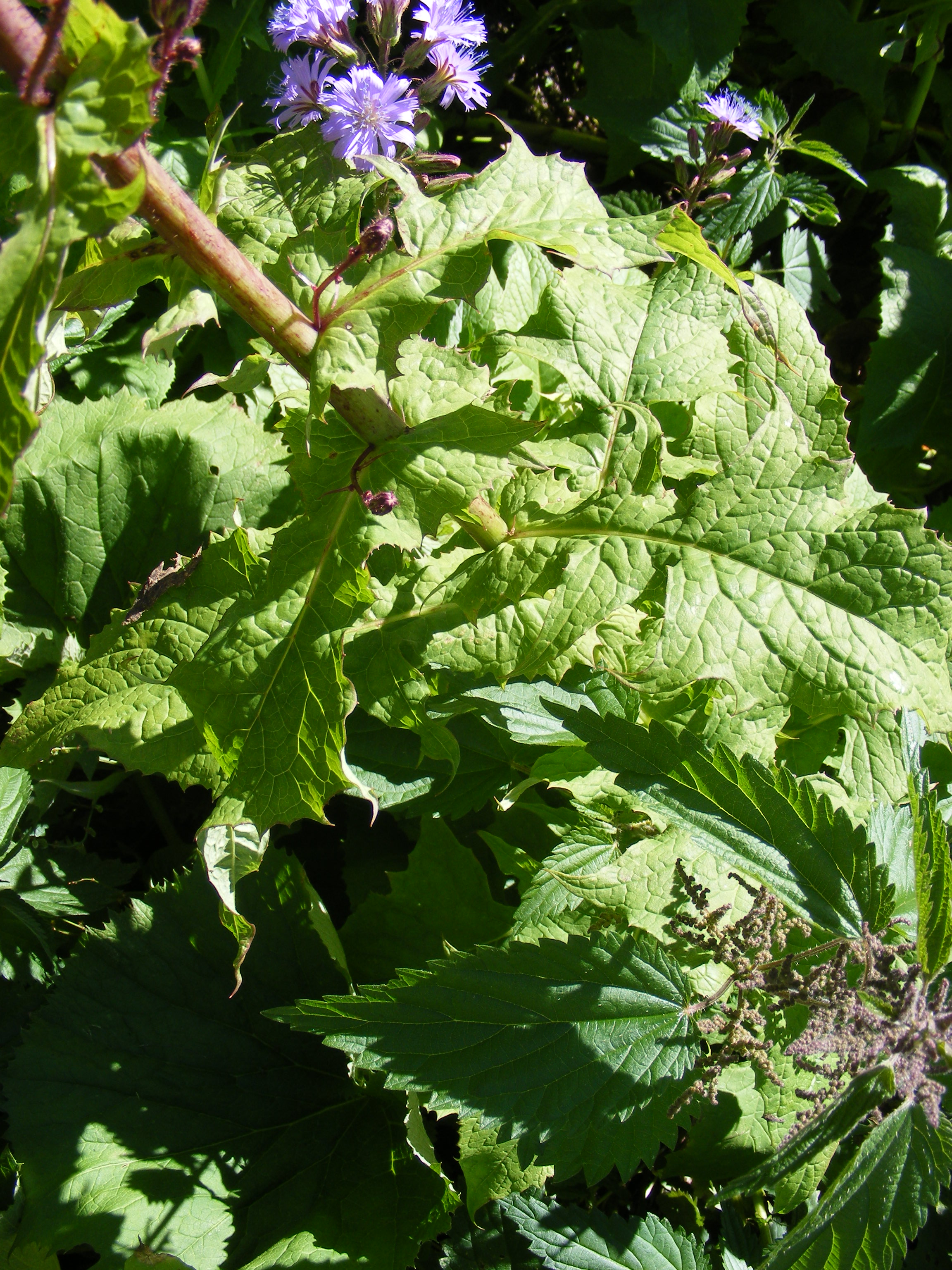